# Viviane Émigré
Viviane Émigré, née le 19 avril 1955 à Cayenne en Guyane, est une comédienne, humoriste, metteur en scène, auteur-compositeur-interprète et animatrice de radio et télévision.

## Biographie
Viviane Émigré naît le 19 avril 1955 à Cayenne dans une famille d'origine sainte-lucienne. Elle fait ses premières armes scéniques à vingt ans avec les jeunes de Mirza, un quartier de Cayenne, en jouant des textes d'auteurs guyanais comme Élie Stéphenson ou Serge Patient. Sa rencontre avec une autre figure guyanaise, le comédien et humoriste Roger Vaïti, lui permet d'aborder la scène humoristique qu'elle n'a plus jamais quittée. 
Depuis plus de vingt ans, elle forme un duo comique avec Rudy Icaré, Chon ke Choun,.
En 2013, elle participe au single Allo Coco Décroche de Jocelyne Labylle en compagnie de Dominique Lorté.

## Filmographie

### Cinéma
- 1990 : Jean Galmot, aventurier, d'Alain Maline
- 2001 : Le Vieux qui lisait des romans d'amour (The Old Man Who Read Love Stories), de Rolf de Heer
- 2010 : Orpailleur de Marc Barrat : Fifine

### Télévision
- 2014 : Villa Karayib (série télévisée) : Marie-France Trésor, la propriétaire de la villa (saison 1 et 2)

## Spectacles
- 2001 : Les Poids lourds du rire

- 2002 : Viviane Émigré & Jean-Yves Rupert
- 2003 : Chon et Choun (avec Rudy Icaré)
- 2005 : Chon ké Choun - mo ti mari chéri est de retour ! (avec Rudy Icaré)
- 2010 : Chon ké Choun - annan eleksyon (avec Rudy Icaré)
- 2012 : Yon dé - Albè & Viviane (avec Julien Barlagne)
- 2012 : Toutouni
- 2013 : En toute liberté
- 2018 : Maîtresse d'école et des hommes